# Jason Goes to Hell – Die Endabrechnung
Jason Goes to Hell – Die Endabrechnung ist ein US-amerikanischer Horrorfilm aus dem Jahr 1993 von Adam Marcus. Es handelt sich um den neunten Teil der Freitag-der-13.- Filmreihe. Kane Hodder ist in der Titelrolle besetzt, in weiteren Hauptrollen sind John D. LeMay, Kari Keegan, Steven Williams, Steven Culp und Erin Gray zu sehen. In diesem Film wird aufgedeckt, warum Jason Voorhees zum Serienmörder mutieren konnte, und wie man ihn aufhalten könnte, bevor er endgültig unsterblich sein wird.

## Handlung
Weil Jason Voorhees, der einst im „Camp Crystal Lake“ ertrank, da die anderen Kinder ihn wegen seines Aussehens ins Wasser gestoßen hatten, wiederholt zurückkam und mordete, schickt das FBI eine Spezialeinheit, die Jason „in tausend Teile“ zersprengt. Die Gefahr scheint gebannt, doch der Kopfgeldjäger Creighton Duke ahnt, dass etwas nicht stimmt. Seine Vermutung bestätigt sich, als es bei der Obduktion von Jasons Überresten zu einem Zwischenfall gekommen sein muss und das Personal, das die Obduktion durchführt hat, tot aufgefunden wird. Dass sich Jasons noch lebendes Herz des Körpers des Pathologen bemächtigt hat, weiß man zu diesem Zeitpunkt noch nicht.
Der Kopfgeldjäger erzählt, dass Jason sich nun in beliebige Körper hineinversetzen könne, indem er als Wurm in den Mund seines Opfers eindringt. Seinen eigenen Körper könne er allerdings nur wiederbekommen, wenn es ihm gelingen würde, in den Körper eines Familienmitglieds einzudringen. Genauso sei es auch nur einem Familienmitglied Jasons möglich, ihn zu töten. Die einzige Person, die hierfür in Frage komme, sei die junge Jessica, die Tochter von Jasons Schwester, die daraufhin versucht, Jason zu töten.
Jason ermordet wiederum, wie bereits in der Vergangenheit, willkürlich Teenager. Nachdem es letztendlich doch noch gelungen ist, Jason zu vernichten, greift sich überraschenderweise Freddy Kruegers Kralle Jasons Maske und verschwindet damit in der Hölle.

## Produktion
| Figur                                           | Darsteller        | Deutscher Sprecher     |
| ----------------------------------------------- | ----------------- | ---------------------- |
| Jason Voorhees/ Sicherheitsmann/ Freddy Krueger | Kane Hodder       | —                      |
| Steven Freeman                                  | John D. LeMay     | Stephan Schleberger    |
| Jessica Kimble                                  | Kari Keegan       | N. N.                  |
| Creighton Duke, Kopfgeldjäger                   | Steven Williams   | Renier Baaken          |
| Robert Campbell                                 | Steven Culp       | N. N.                  |
| Diana Kimble                                    | Erin Gray         | Luise Charlotte Brings |
| Joey B                                          | Rusty Schwimmer   | N. N.                  |
| Leichenbeschauer                                | Richard Gant      | Hans-Gerd Kilbinger    |
| Shelby                                          | Leslie Jordan     | N. N.                  |
| Ed Landis, Sheriff                              | Billy Green Bush  | Heinz Ostermann        |
| Randy                                           | Kipp Marcus       | N. N.                  |
| Josh                                            | Andrew Bloch      | Peter Harting          |
| Ward                                            | Adam Cranner      | N. N.                  |
| Vicki                                           | Allison Smith     | Michaela Kametz        |
| Elizabeth Marcus                                | Julie Michaels    | N. N.                  |
| Agent Abernathy                                 | James Gleason     | N. N.                  |
| Edna                                            | Diana George      | N. N.                  |
| Alexis, blonde Camperin                         | Kathryn Atwood    | Katja Liebing          |
| Luke, Camper                                    | Michael B. Silver | Norman Matt            |
| Assistent des Leichenbeschauers                 | Dean Lorey        | Karlheinz Tafel        |

Im ersten Drehbuchentwurf (Jason Goes To L. A.) war geplant, dass Jason in einen Bandenkrieg gerät, in dem die Gangs sich gegen ihn verbünden sollten.
Das „Necronomicon“ ist ein Verweis auf den dritten Tanz-der-Teufel-Teil Armee der Finsternis – eine New-Line-Cinema-Produktion, genau wie die Filme A Nightmare on Elm Street um Freddy Krueger. In Jason Goes to Hell sterben dreißig Menschen, das ist der höchste Opferzahl der Serie. Als Waffen werden dieses Mal eingesetzt: ein magischer Dolch, eine Schrotflinte, ein Bleistift, eine Autotür, ein Grill und diverse Messer. Es handelt sich hier um eine Auswahl.
In diesem Teil – wie auch in Freddy vs. Jason – hat Jason lange, gekräuselte Haare, die er ansonsten nur im zweiten Teil der Reihe Jason X bis zu seiner Modifizierung kurz trägt. Kane Hodder spielt in diesem Film gleich drei Rollen: Jason Voorhees, Freddy Krueger und einen der beiden Wächter, den mit Bart, die in der Pathologie den Gang bewachen. John D. LeMay, der zuvor in den ersten beiden Staffeln der kanadischen Fernsehserie Friday the 13th: The Series (deutscher Titel: Erben des Fluchs) eine der drei Hauptrollen verkörperte, darf hier gegen Jason antreten. Ursprünglich war Tobe Hooper, der Regisseur von Blutgericht in Texas, als Regisseur des Films vorgesehen.

## Veröffentlichung
Veröffentlicht wurde der Film in den Vereinigten Staaten erstmals am 13. August 1993. In der Bundesrepublik Deutschland hatte er am 29. September 1993 DVD- und Video-Premiere. In folgenden Ländern wurde er ebenfalls 1993 veröffentlicht: Japan, Argentinien, Australien und in den Niederlanden (Amsterdam), 1994 in der Türkei, in Südkorea, Frankreich, Brasilien und Uruguay. In Italien hatte er im November 1996 Video-Premiere und in Kanada im Oktober 2002 DVD-Premiere. Veröffentlicht wurde der Film zudem in Bulgarien, Tschechien, Griechenland, Ungarn, Indien, Litauen, Mexiko, Polen, Portugal, Rumänien, Russland, Serbien, Slowakei, Spanien, Schweden, in der Ukraine und im Vereinigten Königreich.
Der Originaldrehbuchtitel in den USA lautete Friday the 13th Part IX: The Dark Heart of Jason Voorhees, Arbeitstitel: Friday the 13th Part IX, Friday the 13th Part 9, informeller Titel: Friday the 13th Part 9: Jason Goes to Hell, DVD-Titel in den USA: Friday the 13th Part 9: Jason Goes to Hell – The Final Friday, weitere Arbeitstitel: Friday the 13th Part IX: Jason Goes to Hell, Friday the 13th IX: The Final Friday, Friday the 13th: Heart of Darkness, Kurztitel Jason Goes to Hell.
Am 13. Oktober 2006 brachte Warner Bros. in Deutschland eine „Ungeschnittene Langfassung“ heraus, die der US-Unrated-Fassung entspricht. Sie erhielt eine SPIO/JK-Freigabe und wurde am 28. Februar 2007 in die Liste A der jugendgefährdenden Medien aufgenommen, so wie sämtliche Veröffentlichungen zuvor. Der Film ist vor allem im Ausland erhältlich. Im Januar 2019 wurde die Indizierung des Films wieder aufgehoben.
Das Budget des Filmes betrug ca. 3 Millionen US-Dollar. Er spielte in den USA 15,9 Millionen US-Dollar ein, nur Todesfalle Manhattan und Jason X spielten weniger ein. Das weltweite Einspielergebnis, inklusive Verleih und Video bzw. DVD, beträgt ca. 30 Millionen US-Dollar.

## Kritik
Jason Goes to Hell erhielt ein sehr schlechtes Presseecho, was sich auch in den Auswertungen US-amerikanischer Aggregatoren widerspiegelt. So erfasst Rotten Tomatoes größtenteils kritische Besprechungen und ordnet den Film dementsprechend als „Gammelig“ ein. Metacritic ermittelt aus den vorliegenden Bewertungen „Überwältigendes Missfallen“.
Trace Thurmans, Horror Queers Podcast, Bewertung war eindeutig. Für ihn war der Film sehr, sehr, sehr, sehr, sehr, sehr dumm. Matthew Rozsa fand ebenfalls deutliche Worte und meinte, wenn Jason Goes to Hell ein eigenständiger Film gewesen wäre, hätte er vielleicht funktioniert; als Freitag-der-13.-Film sei er jedoch Scheiße. Steve Newton bekundete im Georgia Straight, dass er alle Filme der Serie Reihe gesehen habe, dass man ihm also vertrauen könne, wenn er sage, dass Jason Goes to Hell: The Final Friday sehr wahrscheinlich der schlimmste von allen sei. Steve Biodrowski von Cinefantastique konnte dem Film immerhin etwas abgewinnen, auch wenn es vielleicht kein guter Film der Reihe sei (nach welchen seltsamen Maßstäben auch immer) funktioniere Jason Goes to Hell ziemlich gut für sich selbst als übernatürlicher Thriller. Tim Brayton von Antagony & Ecstasy wiederum stimmte den negativen Kritiken zu und meinte, der Film sei ziellos, überlang, verwirrend und im Besitz von Plotlöchern, die groß genug seien, um ein Kampfflugzeug darauf zu laden.
Mick Lasalle beschäftigte sich im San Francisco Chronicle mit dem Film, dem einen vielversprechenden Anfang, mit Jason am Rande des Geschehens und einem kalten, seltsamen Kopfgeldjäger auf Jasons Spur, bestätigte. Auf halbem Weg wechsele der Film jedoch auf ein junges Paar und von da an, gehe es bergab. Trotzdem habe der Film gute Momente. Debbie Barra verkündete im Orlando Sentinel, sie gebe zu, dass sie anfangs des Films einige Male aufgesprungen sei, im Laufe des Films, dieser aber seinen Schrecken verloren und seine Dummheit zurückgekehrt sei. In der Washington Post war Richard Harrington der Meinung, die Drehbuchautoren versuchten, etwas Geschichte beziehungsweise Mythologie heraufzubeschwören, um die Drehungen und Wendungen der Handlung zu untermauern, das Ganze ende aber verwirrender als Days of Our Lives im Schnellverlauf. In der Los Angeles Times stellte Michael Wilmington fest, auf der schwachen Plusseite des Films stände Richard Gants Schauspiel als Gerichtsmediziner, Manfredinis Musik und ein lustiger Gag in der letzten halben Minute. Auf der Minusseite: aberwitzige Charaktere, verstümmelter Nonstop-Gore (pausenlos Blut, Verstümmelungen), anhaltende laute, klirrende Geräusche und eine schattige Beleuchtung, die einem das Gefühl vermittle, im Dunkeln herumzutaumeln. Stefan Holden stellte in der New York Times nüchtern fest, dies sei ein weitgehend inkohärenter Film, der wenig Spannung erzeuge und sich für den Großteil seines Nervenkitzels auf Gedärme in Nahaufnahme verlasse. Sehr hart fiel das Resümee von Ty Burr von Entertainment Weekly aus, der feststellte: Während die Nightmare on Elm Street-Filme einen kranken, aber cleveren Surrealismus besäßen und der erste Halloween-Film zumindest gut gemacht gewesen sei, sei die Friday the 13th-Serie schon immer das Horror-Franchise zum Billigpreis, das kaum funktionierenden Sex-and-Slash biete, der direkt darauf ziele, die Idiotenbrigade zu erreichen.

„blutiges Serien-Spektakel voller Schock- und Ekeleffekte, dessen Widerwärtigkeiten auch durch (selbst-)ironische Seitenhiebe nicht abgemildert werden“